# رسول زندی

رسول زندی.

رسول زندی مربی و پژوهشگر کوهنورد (۱۲ خرداد ماه ۱۳۴۰) متولد جوپار از توابع شهرستان کرمان می‌باشد.
به دلیل مسافرت‌های طولانی به عمده شهرهای ایران از خردسالی تا جوانی و علاقه‌ای که به کوهنوردی و فرهنگ طبیعت گردی داشته‌است تحقیقاتی در این زمینه آغاز کرد که حاصل آن‌ها امروزه راهنمای گروه‌های کوهنوردی و طبیعت گرد به ویژه در مناطق کوهستانی مرکزی و جنوب شرق بوده‌است. از جمله فعالیت‌های وی می‌توان به تألیف چندین کتاب، پرورش تعداد زیادی از استعدادهای ایران که به اردوی تیم ملی راه یافته‌اند، سرپرستی و هدایت گروه‌های منتخب کوهنوردی به مناطق کوهستانی برون مرزی و همینطور تأسیس چند  گروه کوهنوردی بزرگ نام برد.

## کتابشناسی
- کوه‌های کرمان و نگرشی بر بلندیهای جنوب شرق کشور (چاپ اول ۱۳۷۲, چاپ دوم ۱۳۸۹ انتشارات خدمات فرهنگی)
- گل‌واژه‌های کوهسار جلد اول ۱۳۷۸ (تألیف و جمع‌آوری برخی از سروده‌های کوهستان)
- گل‌واژه‌های کوهسار جلد دوم ۱۳۷۹ (سروده‌های کوهستان به زبان فارسی، ترکی، لری، کردی، گیلکی و مازنی)
- جوپار، سرزمین آب‌های روان (۱۳۸۹ انتشارات خدمات فرهنگی)
- بیش از دویست مقاله در دائرةالمعارفهای کوهنوردی ایران